# حرب سولا الأهلية
نشبت حرب سولا الأهلية بين الجنرال الروماني لوسيوس كورنيليوس سولا وخصومه، المتجسدين بفصيل كينا- ماريوس (كان يُطلق عليهم عادةً اسم الماريان أو الكينان تيمنًا بقادتهم السابقين غايوس ماريوس ولوكيوس كورنيليوس كينا)، في الأعوام 83-81 قبل الميلاد. انتهت الحرب بمعركة حاسمة خارج روما. بعد الحرب، نصب سولا المنتصر نفسه دكتاتورًا على الجمهورية.

## مقدمة
لقد حقق سولا سيطرة مؤقتة على روما ونفى ماريوس إلى أفريقيا في أعقاب مسيرته الأولى على روما، لكنه غادر بعد ذلك بوقت قصير لقيادة الحرب الميثراداتية الأولى. وجد غايوس ماريوس وابنه غايوس ماريوس الأصغر برحيل سولا فرصة لاستعادة السيطرة على روما التي كان يديرها غنوس أوكتافيوس خلال غياب سولا، فعادا بجيش ومعهما لوكيوس كورنيليوس كينا. بناءً على أوامر ماريوس، ذهب بعض جنوده عبر روما وقتلوا أبرز مؤيدي سولا، ومن بينهم أوكتافيوس.
عُرضت رؤوسهم في المنتدى. بعد خمسة أيام، أمر كينا قواته الأكثر انضباطًا بقتل جنود ماريوس الهائجين. وقُتل إجمالًا نحو 100 من النبلاء الرومان. أعلن ماريوس أن إصلاحات وقوانين سولا باطلة، ونفى سولا رسميًا، وانتخِب لقيادة المنطقة الشرقية التي كان سولا يحكمها، وانتخب هو وكينا القناصل عام 86 قبل الميلاد. توفي ماريوس بعد أسبوعين تاركًا روما تحت سيطرة كينا وحده.
بعد أن تمكنوا من تحقيق هذا الإنجاز، أرسل الماريان لوسيوس فاليريوس فلاكوس مع جيش لإعفاء سولا من قيادته الشرقية. مُنح فلاكوس المركز الثاني في القيادة بعد غايوس فلافيوس فيمبريا، وهو الفرد الذي سجل له التاريخ القليل من الفضائل. كان عليه في النهاية التحريض ضد ضابطه المسؤول وتحريض القوات على قتل فلاكوس.
في غضون ذلك، عسكر الجيشان الرومانيان بجانب بعضهما البعض وشجع سولا جنوده على نشر الخلاف بين جيش فلاكوس، ولم تكن تلك المرة الأولى. فرّ الكثيرون إلى سولا قبل أن يتجمهر فلاكوس وينتقل إلى الشمال لتهديد سيطرة ميثراداتيس الشمالية. في غضون ذلك، تحرك سولا لاعتراض جيش البنطيين الجديد وإنهاء الحرب في أوركومينس.

## سيرة
مع هزيمة الميثراداتية وموت كينا في التمرد، كان سولا مصممًا على استعادة السيطرة على روما.

### أحداث 83 قبل الميلاد
- في ربيع عام 83 قبل الميلاد، أنزل سولا جيشه المكون من فرقتين في جنوب إيطاليا، القسم الأول في برينديزي والآخر في تارينتو.[1]
- قدم سولا تضحيات للآلهة في تارينتو.[2]
- بمجرد وصوله إلى إيطاليا، توافد النبلاء المحظورون وأنصار سولا القدامى الذين نجوا من نظام ماريان- كينا للمثول تحت رايته. وكان أبرزهم كوينتوس كايسيليوس ميتيلوس بيوس، وماركوس ليسينيوس كراسوس، ولوسيوس مارسيوس فيليبوس. فعل ميتيلوس وكراسوس ذلك على رأس جيوشهم التي نشأت بشكل مستقل.
- أمن فيليبس، الذي حكم سردينيا، جزيرة من أجل قضية سولان.[3]
- لقد أنشأ غنايوس بومبيوس ماغنوس (بومبي)، ابن غنايوس بومبيوس سترابو، ثلاثة فيالق من قدامى محاربي والده في موطنه بيكينوم، وبهزيمة قوات ماريان وتجاوزها، شق طريقه للانضمام إلى سولا. عندما التقى بومبي بسولا، خاطبه بصفته إمبراطور.
- انضم بوبليوس كورنيليوس سيثيغوس، وهو مؤيد قوي لماريوس، إلى قضية سولان.[4]
- للتحقق من تقدم أعدائه دون مقاومة، أرسل نياس بابيورس كاربو (القنصل 85 قبل الميلاد) قناصله الدمى المنتخبين حديثًا، غايوس نوربانوس وكورنيليوس سكيبيو آسياتيكوس، مع الجيوش، ضد سولا.
- عندما وصل سولا إلى كامبانيا، وجد القنصل نوربانوس يغلق الطريق المؤدية إلى كابوا. حرصًا على عدم الظهور كمحتل متعطش للحرب، أرسل سولا وفودًا إلى نوربانوس تعرض التفاوض، لكنه رفضها. ثم تحرك نوربانوس لعرقلة تقدم سولا في كانوسيوم وأصبح أول من يقاتله في معركة جبل تيفاتا. هنا ألحق سولا هزيمة ساحقة بالماريان، وخسر نوربانوس ستة آلاف من رجاله مقابل سبعين لسولا. انسحب نوربانوس مع فلول جيشه إلى كابوا. طارده سولا، لكن سكيبيو، شريك نوربانوس القنصلي، أوقفه وخيّم في كابوا.[5]
- لم يكن سكيبيو راغبًا في المخاطرة بمعركة مع جيش خصمه المتشدد ورحب بعرض سولا للتفاوض. لم يثق كوينتوس سيرتوريوس، أحد مندوبي سكيبيو، في سولا، ونصح سكيبيو بفرض إجراء حاسم. وبدلًا من ذلك أرسله إلى نوربانوس ليشرح أن الهدنة سارية والمفاوضات جارية. التف سيرتوريوس التفافًا صغيرًا واستولى على بلدة سوزا التي ذهبت إلى فصيل سولان. عندما اشتكى سولا من خرق الثقة هذا، أعاد سكيبيو الرهائن كبادرة حسن نية تجاه سولا. أثار سلوك سكيبيو غضب قواته، الذين كانوا مستائين بالفعل من مواجهة قدامى المحاربين لسولا. أبرِمت صفقة بين جنود سكيبيو وسولا وانشقوا بشكل جماعي، مما زاد من تضخم صفوفه. عُثر على القنصل وابنه مختبئين في خيامهم وأتوا بهم إلى سولا، الذي أطلق سراحهم بعد أن حصل على وعد بأنهم لن يقاتلوه مرة أخرى أو ينضموا إلى كاربو. ومع ذلك، ومباشرة بعد إطلاق سراحهم حنث سكيبيو بوعده وذهب مباشرة إلى كاربو في روما.[6]
- ثم هزم سولا نوربانوس للمرة الثانية. هرب نوربانوس مرة أخرى إلى روما وأعلن أن ميتيلوس بيوس وجميع أعضاء مجلس الشيوخ الآخرين الذين ساروا مع سولا أعداء للدولة.[7]
- وفي روما أجريت انتخابات قنصلية عام 82، فقد انتخب غايوس ماريوس الأصغر (ابن غايوس ماريوس العظيم) وغايوس بابريوس كاربو (الذي أعيد انتخابه للمرة الثانية).
- في نهاية موسم الحملة الانتخابية في 83 قبل الميلاد، هزم ماركوس لوكولوس، أحد رجالات سولا، قوة متفوقة عدديًا (50 فئة إلى 16 من فئته) في فيدنزا.[8]

### أحداث 82 قبل الميلاد
- كان القنصلين الجديدان لعام 82 قبل الميلاد هم غايوس بابيريوس كاربو لولايته الثالثة، وغايوس ماريوس الأصغر، الذي كان يبلغ من العمر 26-28 عامًا فقط في ذلك الوقت.
- في فترة الراحة من الحملة التي قدمها وينتر، بدأ الماريان تجديد قواتهم. فرض كوينتوس سيرتوريوس رجالًا في إتروريا، وخرج قدامى المحاربين القدامى المتقاعدون التابعون لماريوس للقتال بقيادة ابنه وجمع السامنيتين محاربيهم لدعم كاربو، على أمل تدمير سولا، الرجل الذي هزمهم في الحرب الاجتماعية.[9]
- في هذه الأثناء، أرسل سولا كراسوس لتجنيد قوات من بين مارسي وبومبي لجمع المزيد من الجحافل في بيكينوم، وجند جنودًا من كالابريا وبوليا.
- مع افتتاح موسم الحملة، تقدم سولا على طول طريق فيا لاتينا باتجاه العاصمة وقاد ميتيلوس بدعم من بومبي قوات سولان إلى شمال إيطاليا.[10]
- سار ماريوس الأصغر بجيشه جنوب شرق كامبانيا والتقى بقوات سولا في سكربورتس (بالقرب من سغنيا). بعد الاشتباك الأولي، قرر سولا التخييم. بينما كان رجال سولا يعدون المعسكر (يحفرون خندقًا، ويتخلصون من الأعمال الترابية) هاجمهم ماريوس فجأة. وضع قدامى المحاربين في سولا البيلوم في الأرض لإنشاء حاجز مؤقت وسحب سيوفهم. وعندما نظموا خطوط معركتهم، هجم السولان هجومًا مضادًا. وضِعت قوة ماريوس في موقف دفاعي، وبدأ الجناح اليساري بالتذبذب وفرت خمسة أفواج من المشاة واثنين من الخيول إلى سولا. تسبب هذا في انهيار عام وتشتت جيش ماريوس جراء الهزيمة. خسر ماريوس 28,000 رجل (قتلوا أو أسروا أو انشقوا أو فروا) بينما زعم سولا أنه فقد 23 رجلًا فقط.[11]
- نجا ماريوس من معركة سكربورتس وتراجع مع 7000 رجل إلى برينيستي. كان أول من وصل محظوظًا وكان بإمكانه الدخول عبر البوابات، ولكن مع اقتراب قوات سولان، أغلق سكان بلدة برينيستي المذعورين البوابات. كان لا بد من رفع ماريوس على حبل، في حين ذُبح المئات من الماريان المحاصرين بين الجدران وقوات سولان. ثم ترك سولا لملازمه لوكريتيوس أفيلا محاصرة برينيستي وانتقل إلى روما غير المحصنة.[12]